# Mercy Ntia-Obong
Mercy Ntia-Obong (* 4. Oktober 1997 in Uyo) ist eine nigerianische Leichtathletin, die sich auf den Sprint spezialisiert hat.

## Sportliche Laufbahn
Erste internationale Erfahrungen sammelte Mercy Ntia-Obong bei den U20-Weltmeisterschaften 2016 in Bydgoszcz, bei denen sie in 11,79 s den achten Platz im 100-Meter-Lauf belegte und im Halbfinale über 200 Meter nicht mehr an den Start ging. 2018 belegte sie bei den Afrikameisterschaften im heimischen Asaba in 11,69 s den fünften Platz über 100 Meter. Im Jahr darauf gelangte sie bei den Afrikaspielen in Rabat über 200 Meter bis in das Halbfinale, in dem sie mit 23,83 s ausschied und mit der nigerianischen 4-mal-100-Meter-Staffel in 44,16 s die Goldmedaille gewann. Anschließend startete sie mit der Staffel bei den Weltmeisterschaften in Doha und verpasste dort mit 43,05 s den Finaleinzug. Seit 2020 studiert sie an der Clemson University in den Vereinigten Staaten.

## Persönliche Bestzeiten
- 100 Meter: 11,46 s (+1,6 m/s), 12. Juni 2018 in Lagos
  - 60 Meter (Halle): 7,31 s, 20. Februar 2021 in Pittsburg
- 200 Meter: 23,17 s (−1,2 m/s), 25. Mai 2016 in Lagos